# جاكسون مينديز
جاكسون مينديز (بالفرنسية: Jackson Mendes)‏ (4 يناير 1991 بغراس في فرنسا - ) هو لاعب كرة قدم فرنسي في مركز الهجوم. لعب مع نادي أرليه أفينيون.

## وصلات خارجية
- جاكسون مينديز على موقع رابطة كرة القدم الفرنسية للمحترفين (الإنجليزية)
- جاكسون مينديز على موقع قاعدة بيانات كرة القدم.إي يو (الإنجليزية)
- جاكسون مينديز على موقع Soccerway.com (الإنجليزية)